# Perizoma russata
Perizoma russata là một loài bướm đêm trong họ Geometridae.